# E-NITE
e-NITE（イーナイト）は、2000年10月3日から2003年9月にまでTBSラジオほかJRN系列で放送されていたラジオ番組。

## 番組概要
長きに渡って放送されてきた「ザ・ヒットパレード」の後番組。当番組のヒットは当時、電リク・音楽番組一辺倒だったナイターオフ18～21時台の番組編成に一石を投じる形となり現在では各局とも趣向を凝らした情報番組、バラエティ番組が作られるようになった。
番組構成としては、当時としては珍しいインターネットによるリクエスト、番組コーナー参加コンテンツを中心として、音楽、スポーツ、リフォームなど、さまざまなジャンルのコーナーを展開していた。また、21:40-21:50頃には、2001年度に「スネークマンニュースショー」を2002年度は「S21スネークマンショー21」を放送していた。
番組開始頃から2001年9月までネット上でBBSが公開され、大槻りことリスナーとの活発な意見が番組外でも活発に交わされた。特に2001年6月頃、大槻の番組終了時に発した一言からBBSにまで広まった「シャービック騒動」は語り草となっている。
また、2001年10月～2002年3月のナイターオフシーズンは、金曜日のみMBSラジオが「e-NITE WEST」（イーナイト ウエスト）と題した番組を関西ローカルで放送していた。内容は、パーソナリティであるピン芸人と女性アナウンサーの進行のもと、baseよしもとの若手芸人を毎週ゲストに呼び、トークやゲームを展開するというものであった。
後番組は「mix」。

## パーソナリティ
TBSラジオ&全国版
- 大槻りこ （2000年10月～2003年3月／産休のため降板）
- 竹内香苗 （当時TBSアナウンサー／2003年4月～同年9月）

毎日放送版（e-NITE WEST）
- たむらけんじ（ピン芸人）
- 八木早希（当時MBSアナウンサー）

## 放送時間
- 火曜 - 金曜 19:00～22:00 （通年10月～翌年3月のナイターオフシーズン、19時台はTBSローカル、20時台はスポンサーネット枠、21時台は任意ネット枠）
- 月曜 19:00～21:00 （通年4月～9月のナイターシーズン、全時間帯ともTBSローカル）

2001年10月～2002年3月には、月曜の20:00～21:00にも「e-NITE ANNEX」というタイトルで放送をしていた。

## コーナー
- 大槻りこ

「e-STATION」・「りこ主義」
- 竹内香苗

「かなぶん」（ほかに横浜ベイスターズの応援企画も放送）
- 全期間

「VIP ROOM（ゲストコーナー）」
- 954情報キャスター（佐藤しほ里・相川真紀）

「954夜の大捜査線」
- S21・スネークマンショー21

「連続ラジオドラマ・ダバダバダの夜」（木曜）
「スネークマンショーコント21」（火・水・金曜）

## S21スネークマンショー21

### スタッフ
- 構成・演出:桑原茂一
- Sコント21テーマ音楽:安田寿之
- 脚本:大堀こういち、バナナマンほか
- 出演:小林顕作、大堀こういち、バナナマン、峯村リエ、山崎一ほか
- 製作:CLUB KING

## スポンサー
- 三菱地所・ディクトンスポーツ（2000年度19時台／TBSラジオのみ提供）
- トヨタ自動車・東洋水産・ロータスクラブ（2000年度20時台／JRN全国スポンサー）
- キリンビール・本屋さん・サイバード（2000年度21時台／TBSラジオのみ提供）
- 新日軽